# Jakubčovice nad Odrou
Jakubčovice nad Odrou település Csehországban, Nový Jičín-i járásban. Jakubčovice nad Odrou Heřmanice u Oder, Heřmánky, Odry és Spálov településekkel határos. Lakosainak száma 633 fő (2024. január 1.).

## Népesség
A település lakosságának változását az alábbi diagram mutatja:
| Lakosok száma | 221  | 256  | 269  | 422  | 718  | 662  | 648  | 642  | 618  | 633  |
|               | 1869 | 1900 | 1921 | 1961 | 1980 | 2011 | 2016 | 2019 | 2021 | 2024 |